# Niżnie Dudowe Siodło
Niżnie Dudowe Siodło – położona na wysokości około 1430 m płytka przełęcz w północnej grani Siwego Zwornika w polskich Tatrach Zachodnich. Znajduje się pomiędzy Wielkim Opalonym Wierchem (1485 m) a Małym Opalonym Wierchem (1448 m). Stoki południowo-zachodnie opadają do Doliny Dudowej (odnoga Doliny Chochołowskiej), północno-wschodnie do Doliny Lejowej.
Rejon przełęczy porasta las, na lotniczych zdjęciach mapy Geoportalu widać jednak, że jest to młody las zarastający trawiaste tereny. Dawniej stoki przełęczy były obszarami pasterskimi (tzw. haliznami) hali Kominy Dudowe i hali Kominy Tylkowe.